# 季子越事件
季子越事件是一宗在2020年在推特發生的言论争议事件，以季子越被开除学籍为结局。

## 人物背景
事发时季子越为中国科学院大学学生。

## 事件过程
2020年3月到6月间，季子越通过名为的推特账户多次发表支持南京大屠杀、反对中国共产党等言论，并使用支那一词辱骂其他用户，还发布了日军实行南京大屠杀时进行百人斩比赛的两名日本军官（向井敏明和野田毅）的图片，并在图片中配文称这两名军官是“老英雄”以及“南京是日本的南京，日本内政不容干涉”。
2020年6月27日下午，有网友在微博「艾特」中国科学院大学，举报有该校学生在境外社交媒体（推特）发表辱国言论。举报网友的配图显示，该学生的网页书签包含科学院邮箱和明德讲堂，疑似中国科学院大学的学生，并附上该人在推特上发布言论的截圖。不到两小时，该大学发表了一份声明，表示“极度震惊和愤慨”，并成立了调查组深入了解此事，之后在情况通报中确认号主身份为该校2019级硕士研究生季子越。。
该大学介入调查两小时四十分后，季子越于其推特发表公开道歉信：
|                              | 本人季子越近日在境外社交平台上发表了涉及敏感话题内容，引发了广大网友的愤怒与谴责。我已经意识到，这些言论已带给广大网友严重的情感伤害，我本人对于发表伤害民族情感言论的行为感到深深的自责与懊悔，我已经将相关内容删除。 …… 作为中国公民，我的行为伤害了我的祖国，辜负了父母、师长和祖国多年的培养，我已深刻认识到问题的严重性，诚恳接受网友的批评与质疑。我将继续深刻反思自己的言行举止，希望大家监督。 |
| ——季子越于其推特发表的道歉信 | |

2020年7月19日，中国科学院大学发布处分情况通报，给予季子越开除学籍处分。通报称，“季子越在境外社交平台发表涉及南京大屠杀等不当言论，损害了国家利益和祖国荣誉，违反了国家和学校相关规定，严重伤害了民族感情，背离了学校人才培养理念，其言论极其错误，造成的影响极其恶劣，经校长办公会审议批准，学校给予季子越开除学籍处分。”